# Jaspert V de Castellnou
Jaspert V de Castellnou, vescomte de Castellnou, fou un noble i militar català dels segles xiii i xiv, almirall de la flota catalana.
Era fill de Guillem VI de Castellnou i Ava de Vernet, senyora de Ceret, i es va casar dues vegades, la primera amb Alamanda de Rocabertí i la segona amb Galceranda de Narbona.
Castellnou dels Aspres va ser pres el 1276 per Jaume II de Mallorca a l'assalt. Va participar en la Croada contra la Corona d'Aragó al costat de Pere el Gran defensant els Pirineus. El 1293, després de la Croada contra la Corona d'Aragó va recuperar Castellnou dels Aspres. A principis del segle xiv Jaume el Just li atorgà Bocairent i Castalla, que són recuperades el 1338 per Pere el Cerimoniós, qui va crear la baronia d'Ontinyent
El 21 de juliol de 1309, durant la Guerra castellanogranadina, els estols combinats catalans i castellans, sota l'almirall Jaspert V de Castellnou van capturar a l'emirat de Gharnata la ciutat de Ceuta, que es va cedir a Abu-r-Rabí Sulayman ibn Yússuf.
Jaspert va morir el 1321 i va deixar només una filla, anomenada Sibil·la, que va morir soltera sense ostentar el títol de vescomtessa; el títol fou venut per la vídua al seu germà Eimeric V de Narbona, vescomte de Narbona.